# Gasville-Oisème
Gasville-Oisème ist eine französische Gemeinde mit 1.474 Einwohnern (Stand: 1. Januar 2022) im Département Eure-et-Loir in der Region Centre-Val de Loire. Sie gehört zum Arrondissement Chartres und zum Kanton Chartres-1. 

## Geographie
Gasville-Oisème liegt etwa sieben Kilometer nordöstlich von Chartres. Umgeben wird Gasville-Oisème von den Nachbargemeinden Saint-Prest im Nordwesten und Norden, Coltainville im Norden und Osten, Nogent-le-Phaye im Süden, Chartres im Südwesten sowie Champhol im Westen.
Die Autoroute A11 führt am südlichen Gemeinderand entlang.

## Bevölkerungsentwicklung
| Jahr                       | 1962 | 1968 | 1975 | 1982 | 1990 | 1999 | 2006 | 2020 |
| Einwohner                  | 511  | 606  | 834  | 875  | 1022 | 1136 | 1176 | 1489 |
| Quellen: Cassini und INSEE |      |      |      |      |      |      |      |      |

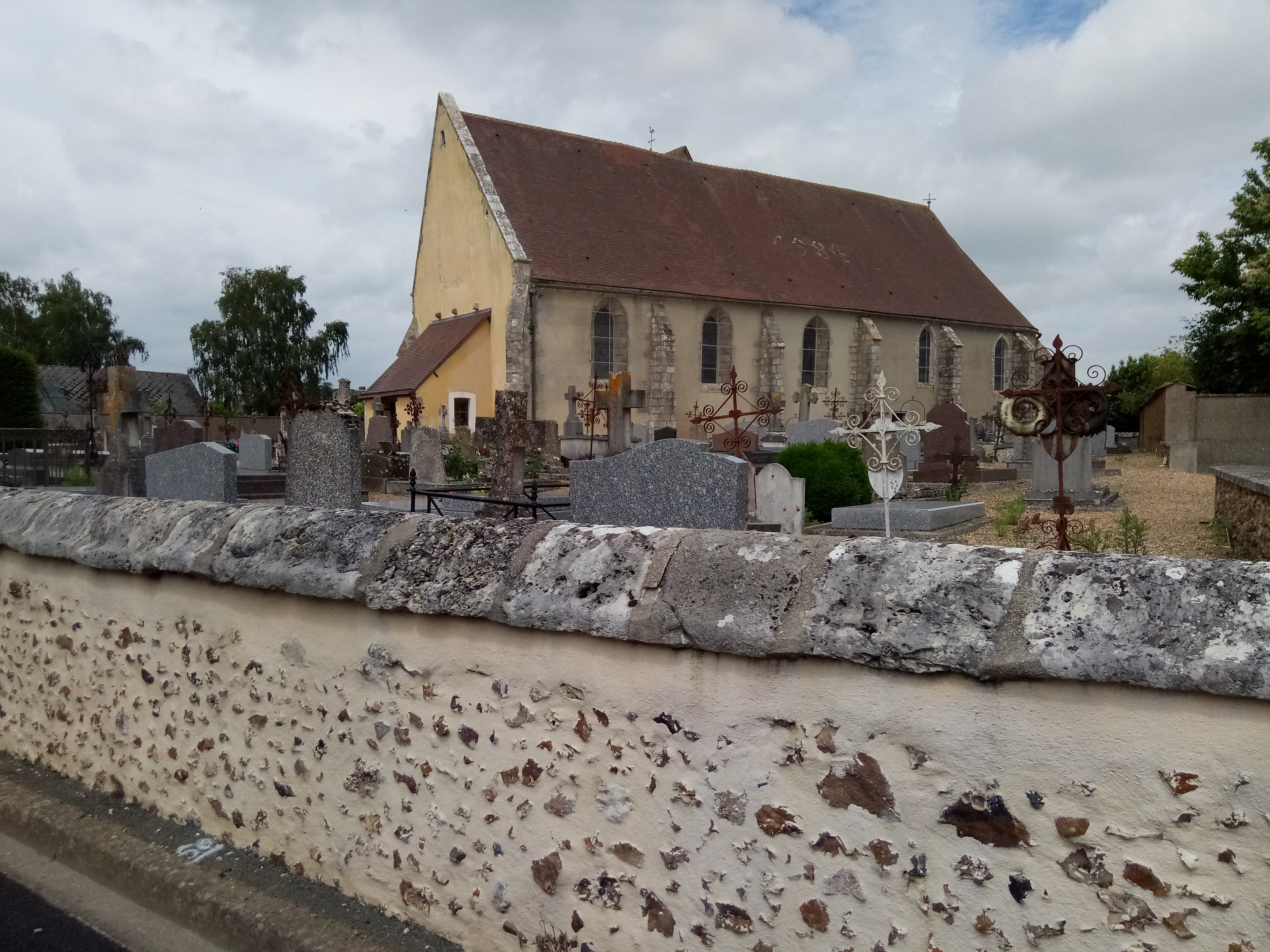
Kirche Saint-Grégoire
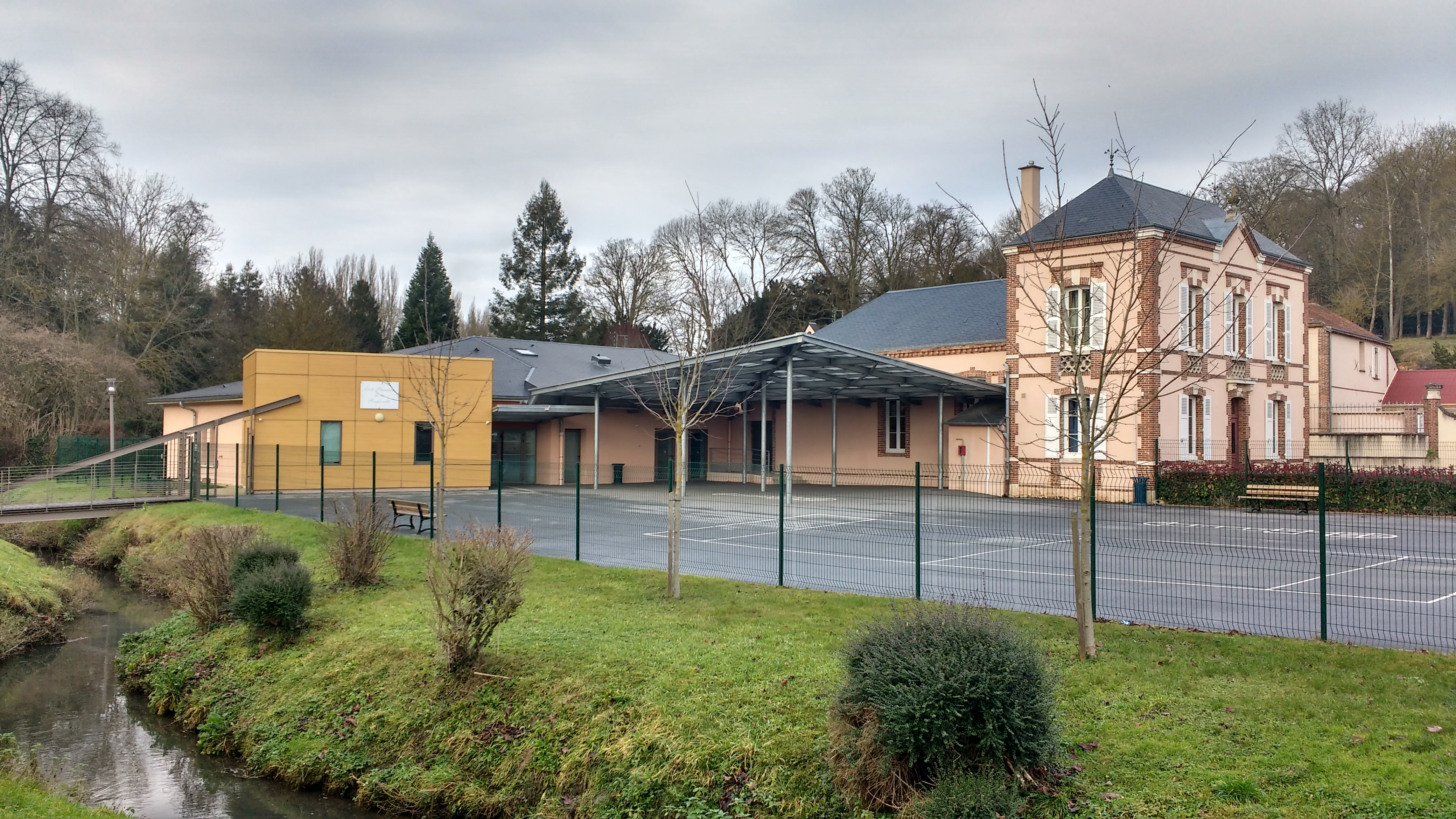
Grundschule
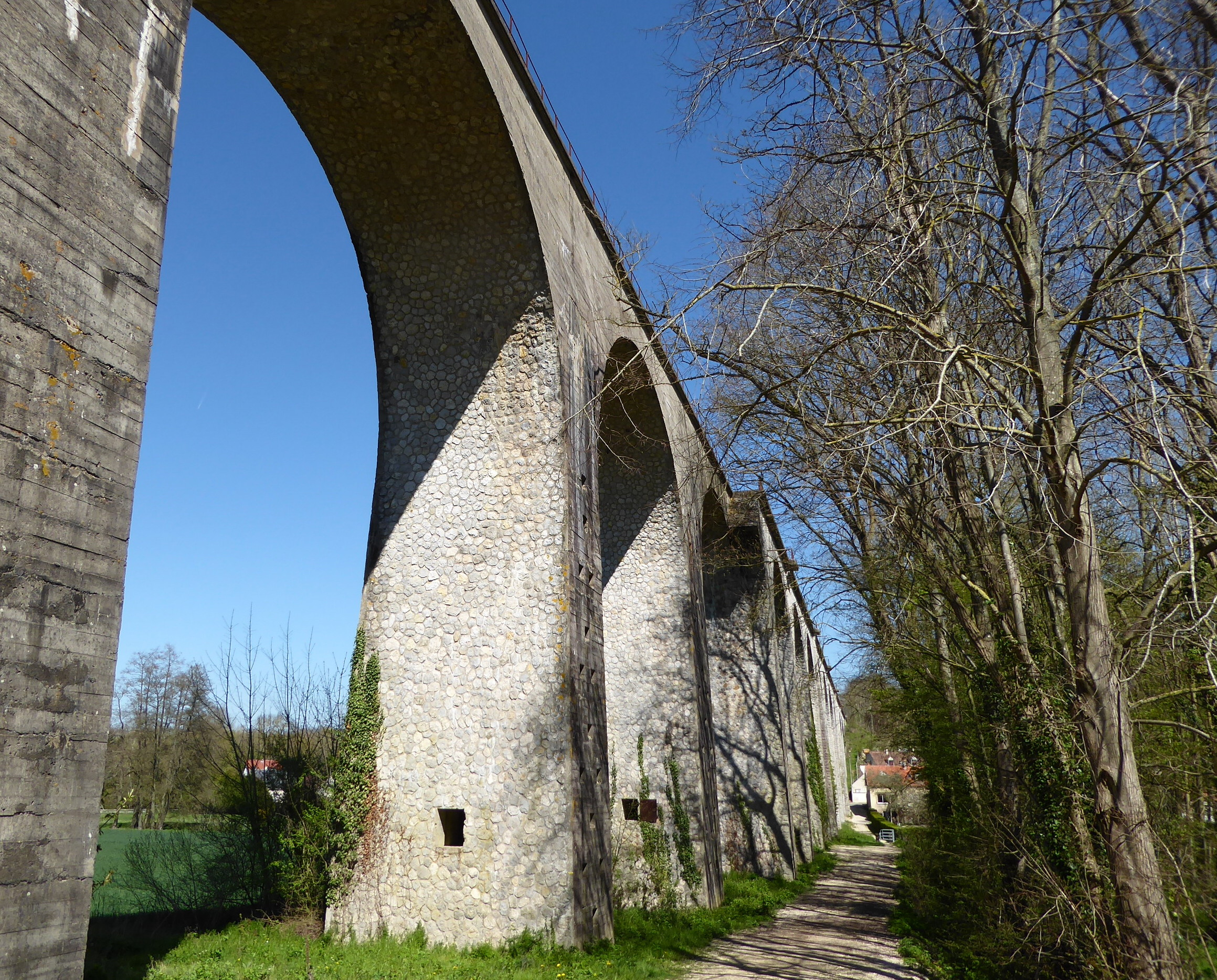
Eisenbahnbrücke über die Roguenette